# Liberty Media
Ne doit pas être confondu avec Liberty Global.
Liberty Media est une entreprise américaine de médias de masse qui fait partie de l'indice NASDAQ-100. Le groupe est propriétaire, entre autres, des franchises de la Formule 1.

## Historique
Liberty Media est fondée en 1994 par John C. Malone.
En 2008, le groupe News Corporation (propriété de Rupert Murdoch), jusqu'alors actionnaire majoritaire, vend ses parts à l'homme d'affaires John C. Malone.
En septembre 2016, CVC Capital Partners annonce la vente d'une participation de 18,7 % du Formula One Group à Liberty Media, valorisant l'ensemble à une valeur estimée à 8 milliards de dollars. Le rachat total, effectif en mars 2017, fait de Liberty Media le nouveau propriétaire de la Formule 1,.
Le 23 janvier 2021, Liberty Media monte sa filiale Liberty Media Acquisition Corporation (LMAC) cotée au NASDAQ afin de lever 500 millions de dollars pour préparer le rachat d'une entreprise dans l'un des secteurs suivants : presse papier et digitale, divertissements, communication ou télécommunications. L'action prend 30 % en une journée.
Le 1er avril 2024, la société américaine annonce son intention de prendre le contrôle de 86 % de Dorna Sports, la compagnie espagnole qui gère la MotoGP,. Le 14 novembre 2024, Liberty Media demande le feu vert à la commission européenne, chargée du contrôle des concentrations l'autorisation pour ce rachat.

## Organisation

### Personnages clés
- Robert R. Bennett (en)
- Donne Fisher
- Paul Gould
- Greg Maffei (en)
- John C. Malone
- David Rapley
- LaVoy Robison
- Larry Romrell

### Filiales
- Liberty SiriusXM Group
- Liberty TripAdvisor Holdings
  - TripAdvisor (22,5 %)
- Formula One Group
  - F1 TV Pro
- Braves Group (équipe de baseball des Braves d'Atlanta)
- Open TV (en)

### Compagnies scindées
Les entreprises suivantes sont désormais indépendantes, mais John C. Malone en est toujours actionnaire principal :
- Liberty Broadband Communications
  - Charter Communications (25 %)
  - Skyhook
- Liberty Expedia Holding 
  - Bodybuilding.com (en)
- Liberty Media International
  - Liberty Global
- Qurate Retail Inc.
  - QVC

### Anciennes participations et filiales
- Time Warner : 2,6 % ;
- Overture Films ;
- Game Show Network (GSN) : 50 % & Sony Pictures ;
- DirecTV Group : 54 % ; 24 % à la famille Malone ;
- Liberty Expedia Holdings ;
  - Expedia
- Discovery Inc. ;
  - Discovery Channel
  - Eurosport
  - BBC America
  - Food Network
- IAC ;
  - Ask.com
  - Vimeo
  - Tinder
  - SK Group
- Starz Encore Group (Starz Media, Encore).
- truTV : 50 %, conjointement avec Time Warner, à qui la part a été vendue en 2006 ;
- Fanball.com.
- WFRV-TV (en)
- ProFlowers (en)
- BuySeasons (en)
- Backcountry.com (en)

## Revenus des dirigeants
Gregory Maffei a touché 87,5 millions de dollars en 2009.